# Таммани-холл
Таммани-холл (англ. Tammany Hall) — политическая машина Демократической партии США в Нью-Йорке, действовавшее с 1790-х по 1960-е годы и контролировавшее выдвижение кандидатов и патронаж в Манхэттене с 1854 по 1934 год.

## История
Общество Таммани-холл, основанное в 1789 году, было названо в честь Таманенда, дружественного белым вождя индейцев-делаваров, который якобы подписал мирный договор с квакером Уильямом Пенном.
Таммани-холл разработало свои церемонии, подражающие индейским обрядам, и изначально ставило целью борьбу за интересы средних американцев против набравшей силу Федералистской партии. В 1800 году его поддержка помогла Аарону Берру стать вице-президентом США.
После этого общество усиливало своё влияние, пока не превратилось в главную политическую силу Нью-Йорка и всего одноимённого штата. Однако к 1870-м годам оно стало орудием верхушки Демократической партии и отличалось неразборчивостью в средствах и коррупцией своих лидеров. По минимальным оценкам, время господства «шайки Твида» в Таммани-холле с 1850-х по 1873 год обошлось казне и налогоплательщикам минимум в 75 миллионов долларов того времени, по максимальным — 200 миллионов.

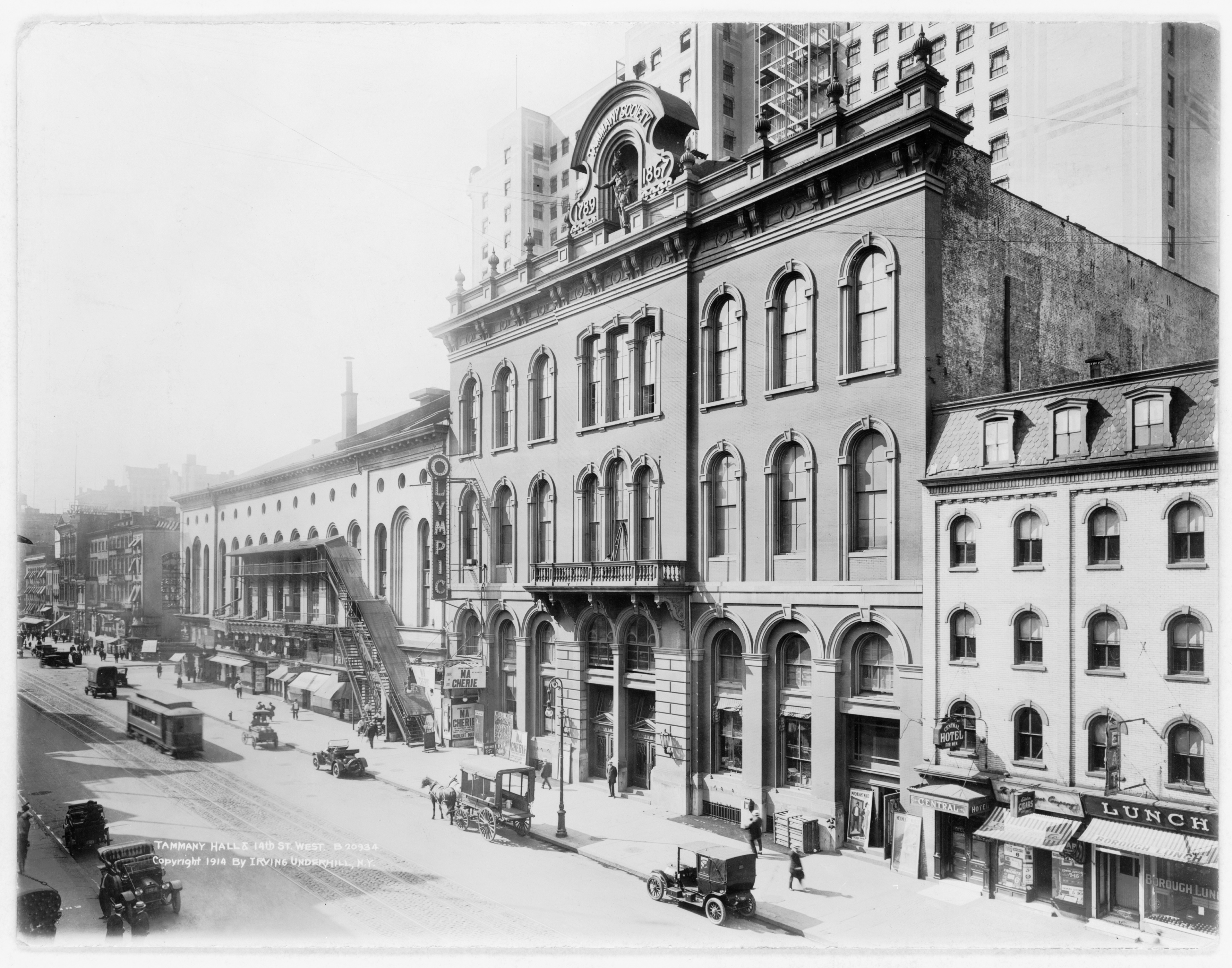
Таммани-холл в доме 141 на Восточной 14-й улице в Нью-Йорке, между Третьей авеню и Ирвинг-Плейс. С 1994 по 2017 год здесь располагалась Киноакадемия Нью-Йорка

Неофициальным символом, изображавшимся на карикатурах против Таммани-Холла, был тигр (англ. Tammanny Tiger). Первой карикатурой, обличавшей коррумпированность Таммани-Холла и изобразившей его в виде тигра, был рисунок Томаса Наста «Тигр Таммани на свободе» (англ. Tammany Tiger Loose), опубликованный в журнале «Harper’s Weekly» за 11 ноября 1871 года. Она изображает римский цирк, наполненный зрителями (в их числе и Уильям Твид, позади него стоит штандарт с надписью «spoils»), на его арене тигр, олицетворяющий Таммани-Холл, растерзывает Колумбию, лежащую на обрывках американского флага и конституции. Поодаль лежат истерзанные тела Коммерции и Правосудия. Подзаголовок карикатуры гласит: «И что вы с этим будете делать?». Наст и ранее рисовал карикатуры, направленные против Таммани-Холла и Твида. В свою очередь, сам Твид пытался заставить Наста перестать рисовать на него карикатуры, предлагая «за молчание» сначала 100 тысяч долларов, а впоследствии подняв сумму до 500 000 долларов, однако эти попытки не увенчались успехом. Также не увенчались успехом попытки засудить и подкупить редакцию Harper's Weekly. В итоге дело дошло до угроз физической расправы над Настом, в результате чего карикатурист был вынужден переехать из Нью-Йорка в Нью-Джерси.
После серии скандалов и расследований в 1932 году мэр Джимми Уокер был вынужден уйти в отставку, и против Таммани-холл обратился новоизбранный президент от собственной партии Франклин Делано Рузвельт. С его поддержкой на важных муниципальных выборах мэра Нью-Йорка победил либеральный республиканец Фьорелло Ла Гуардия, после чего Таммани-холл постепенно стал терять своё влияние.